# Megarhogas longipes
Megarhogas longipes är en stekelart som beskrevs av Szepligeti 1904. Megarhogas longipes ingår i släktet Megarhogas och familjen bracksteklar. Inga underarter finns listade i Catalogue of Life.